# Certima leucaniata
Certima leucaniata là một loài bướm đêm trong họ Geometridae.